# Partido de la Constitución
El Partido de la Constitución (nombre original en inglés: Constitution Party), antes el Partido de los Contribuyentes Estadounidenses hasta el año 1999, es un partido político en el Estados Unidos que promueve un punto de vista conservador religioso de los principios y las intenciones de la Constitución de los Estados Unidos. La plataforma del partido se basa en interpretaciones originalistas de la Constitución y está formada por principios que cree que se establecieron en la Declaración de Independencia, la Declaración de Derechos, la Constitución y la Biblia.
El partido fue fundado por Howard Phillips, un activista conservador, después de que el presidente George HW Bush violó su promesa de "lee mis labios: no nuevos impuestos". Durante las elecciones presidenciales de 1992 y 1996, el partido trató de otorgar su nominación presidencial a políticos prominentes como Pat Buchanan y Ross Perot, pero no tuvo éxito y, en cambio, seleccionó a Phillips como su candidato presidencial en tres elecciones sucesivas. Michael Peroutka recibió la nominación presidencial en 2004, Chuck Baldwin recibió la nominación presidencial en 2008, aunque enfrentó la oposición de múltiples afiliados estatales, Virgil Goode recibió la nominación presidencial en 2012, Darrell Castle recibió la nominación presidencial en 2016 y Don Blankenship recibió la nominación presidencial en 2020.
En 2000, Rick Jore se convirtió en el primer miembro del partido en ocupar un escaño en una legislatura estatal, a pesar de que fue derrotado en las elecciones de 2000, 2002 y 2004, y más tarde fue el primer miembro en ganar las elecciones a una legislatura estatal en 2006. En 2002, Greg Moeller se convirtió en el primer miembro del partido en ganar una elección partidista. Los partidos constitucionales de Minnesota y Colorado han logrado el estatus de partido importante una vez.
En julio de 2020, el Partido de la Constitución tiene 26 miembros que han sido elegidos para los escaños del concejo municipal y otras oficinas municipales en los Estados Unidos. En términos de miembros registrados, el partido ocupa el quinto lugar entre los partidos nacionales de Estados Unidos.

## Historia

### Formación
Durante las elecciones presidenciales de 1988, el candidato republicano George HW Bush declaró "lee mis labios: no nuevos impuestos" en la Convención Nacional Republicana de 1988 . Sin embargo, Bush violó esa promesa durante su presidencia. Tras la ruptura del compromiso de no nuevos impuestos, Howard Phillips anunció que formaría un tercer partido político llamado Partido de los Contribuyentes de EE.UU.
Phillips formó su nuevo partido a través de la Alianza de Contribuyentes de EE. UU., una organización que él había fundado y que tenía afiliados en veinticinco estados, utilizando su lista de correo para anunciar la formación de un nuevo partido. Phillips también intentó crear una coalición con afiliados estatales del Partido Americano, pero fue rechazado. El partido fue aceptado en la Coalición por Elecciones Libres y Abiertas junto con el Partido Socialista de la Libertad . El partido lanzó su primera campaña de peticiones cuando Jack Perry inició una campaña para aparecer en la boleta electoral especial de Estados Unidos de 1991 en Pensilvania.

### Decenio de 1990
Del 25 al 26 de enero de 1997, el comité nacional del Partido de los Contribuyentes de Estados Unidos se reunió en Miami, Florida. Durante su reunión se propuso cambiar el nombre del partido a "Constitucional" o "Estadounidense Independiente", pero la votación estuvo empatada 27 a 27, por lo que se mantuvo el de Contribuyentes de EE. UU. como el nombre del partido. En marzo de 1999, se propuso otro cambio de nombre, con American Independent, American Heritage, Constitutional, Independent American y American Constitution como posibles nombres, pero no tuvo éxito. El 3 de septiembre de 1999, se llevó a cabo la convención nacional del Partido de los Contribuyentes de Estados Unidos y durante la misma se cambió con éxito el nombre del partido a Constitución. Todos los afiliados estatales del partido, excepto Nevada y California, cambiaron sus nombres, excepto en Míchigan, donde el Secretario de Estado de Míchigan rechazó la solicitud.
En 1998, Patricia Becker, nominada por el contribuyente estadounidense para auditor del estado de Minnesota, recibió más del 5% del voto popular que le otorgó al Partido de los Contribuyentes de Estados Unidos el estatus de partido principal en Minnesota. Más tarde, el partido celebraría asambleas electorales durante las elecciones presidenciales de 2000.

## Descripción
El partido sostiene que Estados Unidos es una nación cristiana fundada con base en los preceptos de la Biblia y que la jurisprudencia debe ser ajustada a lo que denomina "fundamentos bíblicos". Ha sido descrito por sus detractores como teocrático y dominionista, al igual que su antecesor, el Partido de los Contribuyentes. Se opone a la inmigración ilegal y persigue controles más estrictos para la inmigración legal. También se muestra contrario a la eutanasia y el aborto, incluso en casos de violación o incesto, pero se manifiesta favorable a la pena capital. Se opone al matrimonio entre personas del mismo sexo, afirmando que los gobiernos estatales y locales tienen el derecho a criminalizar lo que llama "conductas sexuales ofensivas", así como la pornografía, a la que consideran "un elemento destructivo de la sociedad que corroe emocional, física, espiritual y financieramente a individuos, familias y comunidades".

## Participación electoral
En las elecciones presidenciales del año 1992 obtuvo 42.960 votos, lo que representa al 0,04% del total de sufragios.
En 1996 consiguió 184.820 votos (0,19%), En 2000 98.020 votos (0,09%) y en 2004 144.421 sufragios (0,12%).
En las elecciones legislativas de 2006 obtuvo 128.655 votos, es decir, el 0,16% de los sufragios. Ese año Rick Jore se convirtió en su primer candidato electo por el estado de Montana. En las elecciones presidenciales de 2008 alcanzó 199.314 votos, lo que representa el 0,15% de los votos. Su candidato en las elecciones presidenciales de 2012, Virgil Goode, se quedó en 122.001 votos, equivalentes al 0,09% de los votos, mientras que en las elecciones presidenciales de 2016, Darrel Castle consiguió 192.341 votos, equivalentes al 0,14% de los sufragios siendo este el segundo mejor resultado del partido en número de votos en unas elecciones presidenciales. Para las elecciones presidenciales de 2020 llevó como candidato a Don Blankenship, quien obtuvo 57 428 votos, equivalentes al 0,04% de los sufragios.

## Resultados electorales

### Elecciones presidenciales
|  | 0,0 % |

|  | 0,2 % |

|  | 0,1 % |

|  | 0,1 % |

|  | 0,15 % |

|  | 0,09 % |

|  | 0,15 % |

|  | 0,04 % |